# 4284 Kaho
4284 Kaho (1988 FL3) là một tiểu hành tinh vành đai chính được phát hiện ngày 16 tháng 3 năm 1988 bởi Seiji Ueda và Hiroshi Kaneda ở Kushiro.